# Tiffany (Vorname)
Tiffany ist ein weiblicher Vorname.

## Herkunft und Bedeutung
Der Name wird vor allem im englischen Sprachraum verwendet. Er ist die mittelalterliche Form von Theophania. Dieser Name wurde traditionell Mädchen gegeben, die am 6. Januar – am Dreikönigsfest – geboren wurden. Dieses Fest erinnert an den Besuch der Heiligen Drei Könige beim Jesuskind. Der Name starb nach dem Mittelalter aus, wurde aber durch den Film Frühstück bei Tiffany wiederbelebt, dessen Titel sich auf das Juweliergeschäft von Tiffany in New York bezieht.
Varianten sind Tiffani, Tiffanie, Tiphanie und Tiffiny.

## Bekannte Namensträgerinnen

### Tiffany
- Tiffany (* 1971), US-amerikanische Popsängerin und Schauspielerin
- Tiffany Alvord (* 1992), US-amerikanische Sängerin und Songwriterin
- Tiffany Bolling (* 1947), amerikanische Sängerin, Schauspielerin und TV-Moderatorin
- Dorothy Tiffany Burlingham (1891–1979), US-amerikanische Kinderpsychoanalytikerin und Pädagogin
- Tiffany Cameron (* 1991), kanadische Fußballspielerin
- Tiffany Chin (* 1967), US-amerikanische Eiskunstläuferin
- Tiffany Ciely (* 1987), belgische Sängerin
- Tiffany Clark (* 1961), US-amerikanische Pornodarstellerin
- Tiffany Cohen (* 1966), US-amerikanische Schwimmerin
- Tiffany Cornelius (* 1989), luxemburgische Tennisspielerin
- Tiffany Cromwell (* 1988), australische Radrennfahrerin
- Tiffany Dupont (* 1981), US-amerikanische Filmschauspielerin
- Tiffany Ecker (* 1984), US-amerikanische Mountainboarderin
- Tiffany Espensen (* 1999), US-amerikanische Schauspielerin
- Tiffany Evans (* 1992), US-amerikanische Sängerin und Schauspielerin
- Tiffany Fallon (* 1974), US-amerikanisches Modell und Cheerleaderin
- Tiffany Foster (* 1984), kanadische Springreiterin
- Tiffany Gauthier (* 1993), französische Skirennläuferin
- Tiffany Géroudet (* 1986), Schweizer Degenfechterin
- Tiffany Haddish (* 1979), US-amerikanische Schauspielerin, Komikerin, Sängerin und Autorin
- Tiffany Hearn (* 1984), US-amerikanische Boxerin
- Tiffany Hines (* 1983), US-amerikanische Schauspielerin
- Tiffany Ho (* 1998), australische Badmintonspielerin
- Tiffany Jackson-Jones (1985–2022), US-amerikanische Basketballspielerin
- Tiffany Anne Jones (* 1971), US-amerikanische Pornodarstellerin
- Tiffany Knight (* 1975), US-amerikanische Biologin und Ökologin
- Tiffany Dixon Lacey (* 1965), britische Singer-Songwriterin, siehe Tiff Lacey
- Tiffany Limos (* 1980), US-amerikanische Schauspielerin und Fotomodell
- Tiffany Lott-Hogan (* 1975), US-amerikanische Siebenkämpferin
- Tiffany McCarty (* 1990), US-amerikanische Fußballspielerin
- Tiffany Michelle (* 1984), US-amerikanische Schauspielerin, Pokerspielerin und Fernsehmoderatorin
- Tiffany Mynx (* 1971), US-amerikanische Pornodarstellerin und Stripperin
- Tiffany Pollard (* 1982), US-amerikanische Schauspielerin
- Tiffany Porter (* 1987), britische Hürdenläuferin
- Tiffany Roberts (* 1977), US-amerikanische Fußballspielerin und -trainerin
- Tiffany Shepis (* 1979), US-amerikanische Schauspielerin und Scream-Queen
- Tiffany Tang (* 1983), chinesische Schauspielerin
- Tiffany Thornton (* 1986), US-amerikanische Schauspielerin und Sängerin
- Tiffany Trump (* 1993), US-amerikanische Sängerin, Model und Tochter des 45. US-Präsidenten
- Tiffany Tyrała (* 1984), polnische Biathletin
- Tiffany Weimer (* 1983), US-amerikanische Fußballspielerin
- Tiffany Williams (* 1983), US-amerikanische Hürdenläuferin
- Tiffany Young (* 1989), südkoreanisch-amerikanische Sängerin

### Tiffani
- Tiffani Thiessen (* 1974), US-amerikanische Schauspielerin
- Tiffani Wood (* 1977), australische Sängerin und Songwriterin